# Golekane Mosveu
Golekane Mosveu, född 16 augusti 1948, är en friidrottare från Botswana. Han deltog vid olympiska sommarspelen 1980.